# Cooke megye
Cooke megye az Amerikai Egyesült Államokban, azon belül Texas államban található. Megyeszékhelye és legnagyobb városa Gainesville. Lakosainak száma 41 668 fő (2020. április 1.). Cooke megye Denton, Grayson, Wise, Montague és Love megyékkel határos.

## Népesség
A megye népességének változása:
| Lakosok száma | 38 449 | 38 363 | 38 726 | 38 467 | 39 229 | 41 668 |
|               | 2010   | 2011   | 2012   | 2013   | 2015   | 2020   |